# Fele Martínez
Pour les articles homonymes, voir Martinez.
Rafael Martínez, dit Fele Martínez, né le 22 février 1975 à Alicante en Espagne, est un acteur espagnol. 

## Biographie
Formé à la Escuela Superior de Arte Dramático de Madrid, il commence très tôt à interpréter et diriger des pièces de théâtre. Il joue pour la première fois avec la compagnie Sex-peare Teatro.
En 1996, il accède à la reconnaissance internationale au cinéma, grâce à son rôle de Chema dans le film Tesis d'Alejandro Amenábar, avec Ana Torrent et Eduardo Noriega, pour lequel il remporte le prix Goya du meilleur espoir masculin. 
Il poursuit sa carrière dans des productions importantes du cinéma international, comme Ouvre les yeux (1996), d'Alejandro Amenábar, aux côtés de Penélope Cruz, et Darkness de Jaume Balagueró.
Fele Martínez fait partie du cercle fermé des acteurs ayant joué sous la direction de Pedro Almodóvar : il joue des rôles de protagonistes dans les films culte Parle avec elle, La Mauvaise Éducation, pour lequel Almodóvar lui a demandé de modifier son physique et sa voix, et Étreintes brisées, retrouvant à cette occasion la comédienne Penélope Cruz.

### Carrière musicale
En juin 2010, il crée le groupe musical Ciruelas, dans lequel il joue en tant que bassiste, avec les musiciens Rulo Pardo, Joe Carmona et José María Oliver.

### Carrière à la télévision
Fele Martínez est reconnu comme acteur populaire de télévision pour ses rôles du Marquis de Vergara, dans la série Grand Hôtel de 2011 à 2013 et de Luis dans la série Machos alfa de 2022 à aujourd'hui.

## Filmographie

### Cinéma
- 1996 : Pasaia
- 1996 : Tesis
- 1997 : Amigos
- 1997 : Ouvre les yeux (Abre los ojos)
- 1998 : Les Amants du cercle polaire
- 1998 : Lágrimas negras
- 1999 : Tú qué Harías por Amor
- 1999 : Souvenirs mortels (El Arte de morir)
- 1999 : Capitaines d'avril
- 1999 : Tuno Negro
- 2000 : Tinta Roja
- 2000 : La Cartera
- 2001 : Noche de reyes
- 2002 : El Castigo del Ángel
- 2002 : Darkness
- 2002 : Parle avec elle (Hable con ella)
- 2003 : Dos Tipos Duros
- 2004 : La Mauvaise Éducation (La mala educación)
- 2004 : Tánger
- 2006 : Fabian Road
- 2006 : El síndrome de Svensson
- 2007 : El ojo descarnado
- 2008 : 14, Fabian Road
- 2010 : Tensión sexual no resuelta
- 2010 : Sal
- 2010 : Don Mendo Rock ¿La venganza?
- 2010 : Marta dibuja puentes
- 2010 : Mapas
- 2010 : Desechos
- 2010 : Étreintes brisées
- 2012 : Desechos
- 2013 : La estrella
- 2016 : Nuestros amantes

### Télévision
- 2011 - 2013 : Grand Hôtel
- 2008 : Physique ou Chimie (Série TV)
- 2017 à aujourd'hui Estoy vivo (Série TVE)
- 2020 : La Unidad : Sanabria (6 épisodes)
- 2022-2025 : Machos alfa : Luis

## Théâtre
- 2004 : Sueños de un Seductor

## Distinctions
- 1996 : Prix Goya du meilleur espoir masculin pour Tesis;
- 1996 : Prix du meilleur acteur au Festival du cinéma de Elche pour Pasaia.